# Dornier Do Y
Дорнье Do Y (нем. Dornier Do Y) — немецкий самолёт, использовавшийся в межвоенный период. Хотя этот самолёт проектировался как бомбардировщик, он так же использовался в качестве транспортного самолёта, самолёта связи и учебного многомоторного самолёта, самолёт с несколькими двигателями. Он был выпущен швейцарским подразделением немецкой компании Dornier (нем. Flugzeugwerft Alterhein am Bodensee). Только 4 экземпляра самолёта были изготовлены для нужд Военно-воздушных сил Королевства Югославии. Два самолёта были построены к 1932 году, а ещё два построены в 1936 году. Самолёты, завершённые в 1936 году, в литературе называются Dornier Do 15.

## Разработка

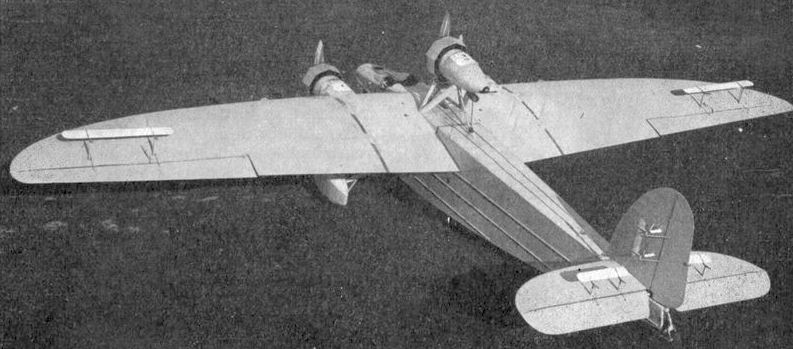
Dornier Do Y, вид сзади, фото из журнала L'Aerophile за апрель 1933 года.

Дорнье Do Y — трёхмоторный высокоплан, полностью металлическая конструкции, с широким просторным фюзеляжем и необычным расположением двигателей (два в гондолах крыла и один в гондоле над центропланом).
Дорнье Do Y — второй проект бомбардировщика, построенный компанией Дорнье (Dornier Flugzeugwerke).
Работы по строительству самолёта начались в 1930 году, как дальнейшее развитие первого бомбардировщика Дорнье Do P разработки 1928—1929 годов. Основное различие заключалось в том, что у Do Y было три двигателя, а у Do P — четыре. Оба официально были объявлены транспортными самолётами (с учётом ограничений Версальского договора). Первый немецкий двухмоторный бомбардировщик Do F (1932 год) был непосредственно разработан на основе данных конструкций.
Оба самолёта Do Y и Do-P происходят соответственно из нереализованного Дорнье проекта двухмоторного истребителя (Kampfflugzeug) Do N, задуманного в 1926 году для удовлетворения потребностей в современных многомоторных боевых самолётах в соответствии с современной воздушной доктрины генерал Джулио Дуэ. Самолёты Do P и Do Y остались в качестве прототипов, а Do F был запущен в серию под обозначением Dornier Do 11.
Первый полёт прототипа (W.Nr. 232) был проведен 17 октября 1931 года с аэродрома компании Фридрихсхафен-Лёвенталь (Friedrichshafen-Löwental). Во время испытательных полётов оказалось, что на внешних концах крыла образовывался мощный флаттер, и двигатели перегревались. Второй самолёт (W.Nr.223) также взлетел впервые с того же аэродрома, но имел уменьшенный размах крыла на 0,7 м и усиленную структуру крыла для избавления от флаттера.
Поскольку самолёты Do Y были проданы в Югославию как транспортные, их вооружение было осуществлено только в 1935 году. Оно составляло 5 пулемётов калибра 7,7 мм. Самолёт мог брать 12 бомб весом в 100 кг, что в то время было значительным показателем.

## Модификации
В 1932 году было построено два экземпляра этого самолёта: ещё два — построены в 1932 году и существенно модернизированы в 1936 году. Несмотря на то, что оба эти варианта отличались по размеру, двигателям и характеристикам, они несли одно и то же обозначение. Чтобы показать разницу между этими вариантами, к обозначению добавлялся год выпуска. Позднее, модель выпущенная в 1936 году, также называлась Dornier Do 15.
Do Y (1931)двигатели Bristol Jupiter IV, мощностью 376 кВт, размах крыла 28,00 м, скорость 244 км/ч и дальность полёта 1100 км.
Do Y (1936)двигатели Gnome Rhône Jupiter 9Kers, мощностью 462 кВт, размах крыла 26,50 м, скорость 300 км/ч и дальность полёта 1400 км.

## Применение
В начале 1930-х годов бомбардировочная авиация Королевства Югославии состояла только из устаревающих одномоторных бомбардировщиков Бреге 19В2, а также немного более мощных, также одномоторных Бреге 19/7, только что вступивших в строй. Подпитываемое новыми теориями и взглядами на воздушную войну, которые широко освещались в зарубежной и отечественной профессиональной авиационное литературе, командование Югославских королевских ВВС заинтересовалось тяжёлыми бомбардировщиками. Для того, чтобы найти правильный тип, который был бы пригоден для принятие на вооружение, ВВС в 1931 году решили приобрести небольшое количество различных типов трёхмоторных бомбардировщиков, для сравнительного изучения их характеристик, прежде чем принять окончательное решение о выборе будущих «тяжеловесов». По практическим причинам, все выбранные типы самолётов оснащались двигателями Jupiter, хотя и несколько отличающихся версий от отечественных моделей данного двигателя. В итоге заказали 6 бомбардировщиков трёх различных типов: по два немецких Dornier Do Y и Junkers G.24 и два чехословацких Avia Foker F.39. Все шесть тяжёлых бомбардировщиков были поставлены в 1932 году.
Do Y заинтересовал только Королевство Югославия, которое 21 мая 1931 года заказало 4 самолёта, причем два должны были быть поставлены в 1931 году и ещё два в 1932 году. Оплата должна была быть произведена в счёт военных репараций. Самолёты были официально классифицированы как транспортные (Frachtflugzeuge) и как таковые были построены на главном заводе Дорнье в Менцеле (Stammwerk von Dornier in Manzell) под Фридрихсхафеном, поскольку производство боевых самолётов было запрещено в Германии.
В то же время осложнилась ситуация со способом оплаты. 1 июля 1931 года президент США Герберт Гувер провозгласил знаменитый мораторий Гувера, по которому немцам был предоставлена отсрочка на год. В ноябре 1931 года министерство финансов Германии (Reichsfinanzministerium) отказалось оплачивать первые два самолёта RM 570 и 591, а поскольку и югославские власти отказались платить, компания Дорнье оказалась в очень непростой ситуации. Поэтому в январе 1932 года оба самолёта получили временную регистрацию в Германии (D-3 и D-6), чтобы начать рекламный тур по Австрии, Венгрии и Румынии, который закончился безрезультатно. Только после длительных переговоров германские власти оплатили в конце 1932 года два самолёта (W.Nr. 232 и W.Nr. 233), и эти самолёты с временной германской регистрацией пролетели из Вены-Асперн в Белград.
Оставшиеся два самолёта Do Y, от которых отказалась югославская сторона, некоторое время оставались в Менцеле, а затем были перевезены в Швейцарию на завод Дорнье в Альтенхайне (AG für Dornier-Flugzeuge Altenrhein). Они были существенно модернизированы и оснащены значительно более мощными двигателями Gnome Rhône 9Kers. Двигатели были снабжены капотами NACA и трехлопастными металлическими винтами, размах крыльев был уменьшен. Самолёт также получил новое остекление в носу и обтекатели колес. Они также получили новые заводские номера (№ 555 и № 556). Оба самолёты были завершены в 1936 году, после чего они получили временную регистрацию в Швейцарии: HB-GOE и HB-GOF. После трудных переговоров с югославским правительством в конце 1935 года и на эти два самолёта были достигнуты договоренности. По неизвестным причинам Королевство Югославия приняло их на вооружение только 7 марта 1937 года. Во время перелёта 8 марта 1937 года они приземлились в аэропорту Вена-Асперн, а через день прибыли в Земун и сразу же попали в 261-ю авиационную группу. Официальная передача была произведена только 22 марта 1937 года.
После оценки первых двух Do Y, поставленных в 1932 году, двигатели Gnome Rhône Jupiter 9Ae мощностью 480 л. с., стоявшие на них были заменены 420 сильными двигателями IAM Jupiter. На двух других самолётах, которые были отправлены в 1937 году, были установлены двигатели IAM K-9 мощностью 600 л. с.
Поскольку самолёты устарели на роль бомбардировщика, то они использовались в качестве разведывательных, транспортных и связных. Помимо этого они имели особое значение для обучения нескольких поколений югославских авиаторов, которые составили основу кадрового состава современных бомбардировщиков, введённых в эксплуатацию в конце тридцатых годов.
Начало войны застало эти самолёты в аэропорту Кралево, где они должны были быть модифицированы в самолёты, перевозящие и сбрасывающие парашютистов. Один из них, позже был передан ВВС Независимого государства Хорватии, где он очень ограниченно использовался.
В Королевских ВВС Югославии эти самолёты были классифицированы как дневные и ночные бомбардировщики, и имели серийные номера от 3221 до 3224.

## Тактико-технические характеристики (Do Y - 9K)

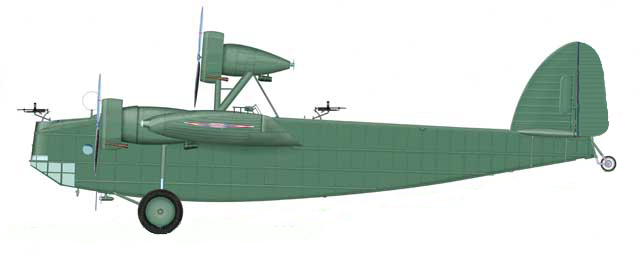
Dornier Do Y

Источник данных: Jane's all the World's Aircraft 1937

Технические характеристики
- Экипаж: 4 чел.
- Длина: 18,2 м
- Размах крыла: 26,82 м
- Высота: 6,3 м
- Площадь крыла: 108,8 м²
- Масса пустого: 5 700 кг
- Нормальная взлётная масса: 8 500 кг
- Масса топлива во внутренних баках: 2 090 л в двух крыльевых баках; 210 л масла в трёх баках
- Силовая установка: 3 ×  Gnome-Rhône 9Kers, 9-цилиндровые радиальные двигатели
- Мощность двигателей: 3 × 600 л.с. (на 4050 м) (3 × 450 кВт)
- Воздушный винт: трёхлопастные, металлические

Лётные характеристики
- Максимальная скорость: 300 км/ч (на 4 000 м)
- Крейсерская скорость: 255 км/ч (на 4 000 м)
- Скорость сваливания: * посадочная скорость 105 км/ч
- Практическая дальность: 1 500 км
- Практический потолок: 8 800 м (абсолютный)
- Скороподъёмность: 2,7 м/с (4 000 м за 12 мин 30 сек)
- Нагрузка на крыло: 78 кг/м²
- Тяговооружённость: 0,15838 кВт/кг

Вооружение
- Стрелково-пушечное: 5 × пулемётов в носовой, верхней и нижней точках.
- Бомбы: 12 × 100 кг в бомбоотсеке

## Эксплуатанты
Королевство Югославия
- Королевские военно-воздушные силы Югославии: 4 самолёта №№ 3221-3224.

 Независимое государство Хорватия
- ВВС Независимого государства Хорватия: 1 бывший югославский самолёт.